# Lockheed P-80 Shooting Star
Lockheed P-80 Shooting Star, tudi F-80 je bil prvi operativni reaktivni lovec Ameriških letalskih sil (oz. natančneje USAAF). Prvič je poletel 8. januarja 1944, v uporabo je vstopil leta 1945. P-80 je bil prepozen za 2. svetovno vojno, se pa je uporabljal kasneje v Korejski vojni.

## Specifikacije  (P-80C/F-80C)
Podatki iz Quest for Performance
Splošne karakteristike
- Posadka: 1
- Dolžina: 34 ft 5 in (10,49 m)
- Razpon kril: 38 ft 9 in (11,81 m)
- Višina: 11 ft 3 in (3,43 m)
- Površina kril: 237,6 ft² (22,07 m²)
- Vitkost: 6,37
- Teža praznega letala: 8 420 lb (3 819 kg)
- Naložena teža: 12 650 lb (5 738 kg)
- Maks. vzletna teža: 16 856 lb (7 646 kg)
- Pogon letala: 1 × Allison J33-A-35 turboreaktivni motor s centrifugalnim kompresorjem, 5 400 lbf (24,0 kN)

 Zmogljivost 
- Maks. hitrost: 600 mph, Mach 0.76 (965 km/h)
- Potovalna hitrost: 410 mph (660 km/h)
- Doseg: 1 200 milj (1 930 km)
- Višina leta: 46 000 ft (14 000 m)
- Hitrost vzpenjanja: 4 580 ft/min (23,3 m/s) 5,5 min do višine 20 000 ft (6 100 m)
- Obremenitev kril: 53 lb/ft² (260 kg/m²)
- Razmerje potisk/teža: 0,43
- Razmerje vzgon/upor: 17,7

Oborožitev

- Strelno orožje: 6 × 0.50 in (12.7 mm) M3 Browning strojnice (vsaka s 300 naboji)
- Rakete: 8 × 127mm nevodljive rakte
- Bombe: 2 × 454 kg bombi

## Zunanje poveuave
- Manual: (1945) AN 01-75FJA-1 - Pilot's Flight Operating Instructions for Army Model P-80A-1 Airplane
- of the Smithsonian: Lockheed XP-80 Lulu-Belle[mrtva povezava]
- Lockheed P-80 Shooting Star
- Lockheed P-80 Shooting Star